# Rosopaella geoffroyi
Rosopaella geoffroyi är en insektsart som beskrevs av William Lucas Distant 1908. Rosopaella geoffroyi ingår i släktet Rosopaella och familjen dvärgstritar. Inga underarter finns listade i Catalogue of Life.